# フランツ・シュタングル

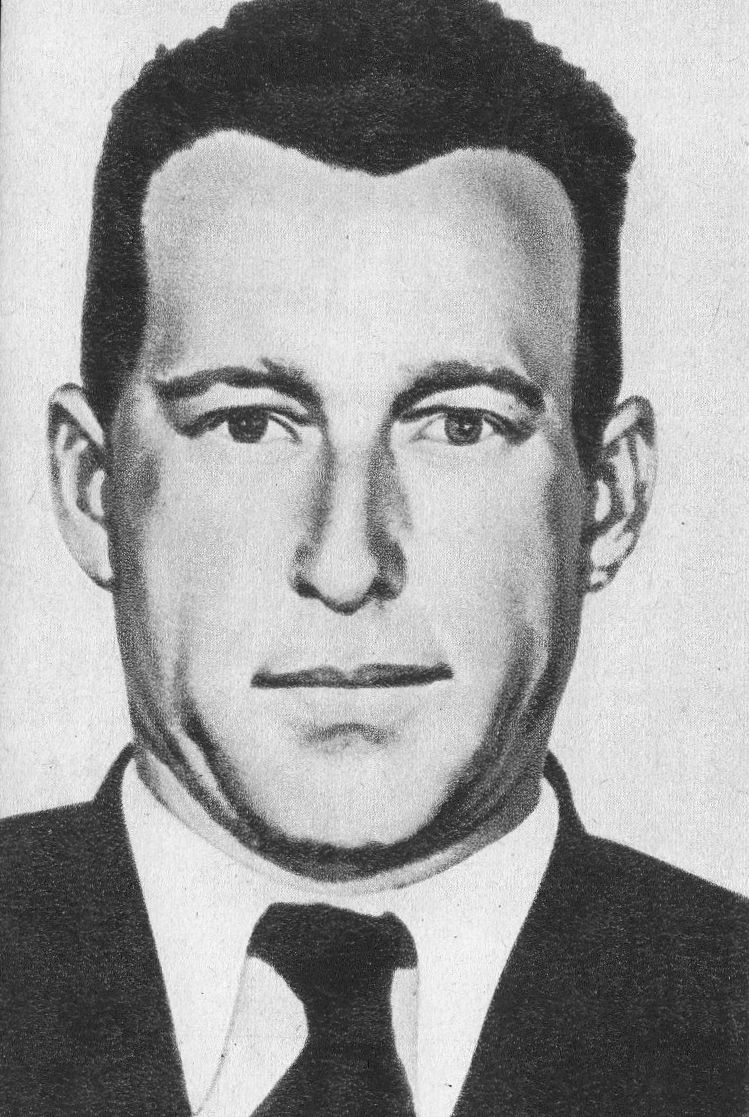
フランツ・シュタングル

フランツ・パウル・シュタングル（Franz Paul Stangl、1908年3月26日 - 1971年6月28日）は、ナチス親衛隊将校、ソビブルとトレブリンカに存在した絶滅収容所の所長だった人物。最終階級は親衛隊大尉。

## 人生

### 初期の人生
シュタングルは1908年3月26日、オーストリアのオーバーエスタライヒ州の町アルトミュンスター(Altmünster)で生まれた。彼の父は夜間警備員をしていたが、父親との関係はあまり良くなく、1916年、父親が栄養失調で死亡するまで、彼は父親におびえながら育った。この関係によって後年彼は父親の着ていた制服に対して「嫌悪感」を抱いたと主張することになった。のちに、彼は織工となり、あまり進歩的でない織工の服と比較して、清潔感と安全のイメージからオーストリア警察の制服が好みだったと語った。

### ナチスとの出会い
1931年、職工を辞めた彼はオーストリア警察に転職した。そして、当時違法団体とされていたナチス党の党員として2年間在籍していた事が明確に記録として残されている。シュタングルは、その頃は党員ではなく、1938年のオーストリア併合でナチスがオーストリアの実権を手に入れたあと、ナチスに逮捕されるのを避けるひとつの方法として党員名簿にあとから自分の名前を付け加えたと主張した。また、党員時代のおり、党の援助基金に資金援助していた。彼はこの件に関しても誤解されていると述べた。
シュタングルはドイツ＝オーストリア警察軍内にいる隊員達に対し、カトリック教会への入信解消を認める文書に署名するように圧力をかけてこれを促進させていった。そして、オーストリア文民警察軍の古い幹部らを逮捕または虐待するなどして排除し、新しい幹部を任命した。

### T-4　安楽死プログラムの責任者
オーストリア併合後、彼の警察内部での地位は上がっていった。1940年、彼はハインリヒ・ヒムラーからの直々の求めに応じて、ハルトハイム殺害精神病院で、T4作戦の責任者となった。そこで彼は初めてクリスティアン・ヴィルトに出会った。ハルトハイムでは、ヴィルトの下で事務責任者、地方警察官、戸籍係を勤めた。
1942年、彼はポーランドへ転勤となり、そこでオディロ・グロボクニクの元で働いた。

### ソビブル絶滅収容所所長時代
シュタングルは1942年3月から9月までソビブル絶滅収容所で所長を務めた。シュタングルは、ソビブルは兵士の補充の為の収容施設であり、彼が森に隠されたガス室を発見した時に、この収容施設の本当の目的をグロボクニクから聞かされたと主張した。
のちに、彼はグロボクニクに、ユダヤ人達が「彼らが十分に働ける状態」でなければそれをグロボクニクに報告していたと語った。シュタングルは彼らを「処理」する事が許されていた。そして、またグロボクニクが新しい囚人達を送ってきた。この頃、シュタングルはクリスティアン・ヴィルトと更なる取引を行っていた。ヴィルトは既にその頃、ヘウムノ絶滅収容所とベウジェッツにある収容所を完全に軌道に乗せていた。1942年5月16日か18日頃、ソビブルの運営も軌道にのった。シュタングルが所長を務めていた間に、10月に機械の損傷で停止するまで、そこで10万人のユダヤ人が殺害されたと思われている。だが、シュタングルは10月になる前にソビブルを去った。
彼がソビブルで勤務している折、彼の妻がそこでの出来事を聞いて彼にその問題に関して質問した。妻に対してシュタングルは、「君も知っているだろうが、この件は仕事上の問題であり、この事について、私は話すことは出来ない。君には全てを話そう、そして、君は今から言う事を信じなくてはならない。私はそれらの事については無関係である。」と、返答した。

### トレブリンカ絶滅収容所所長時代
1942年9月、グロボチュニクの命令で前任のイルムフリート・エベールに代わってシュタングルがトレブリンカ絶滅収容所の司令官として活動を始める。トレブリンカで勤務している間、シュタングルは自分が殺人に対して慣れてきたと認めるようになってきた。そして、囚人のユダヤ人達を「手荷物」として見るようになっていった。
以下の言葉は、シュタングルが語っていたと伝えられている。
「私は青黒く変色した死体で一杯の穴の側にクリスティアン・ヴィルトが立っていたのを覚えている。そこでヴィルトが「腐りかけのゴミはどうしましょうか？」と言った。私も無意識のうちにユダヤ人を荷物として考えるようになっていった」
シュタングルは、酒を大量に飲むようになり、狂気に蝕まれていくのを避ける為に、仕事と妻の愛情に頼るようになっていった。

### 戦後の逃亡
第二次大戦終結後、シュタングルはなんとか自分の身分を秘匿することができた。そして、1945年、アメリカ軍の捕虜となり、安楽死プログラムを共謀した罪でオーストリアにて短期間収監されたが、ソビブル時代の同僚だったグスタフ・ワグナーと共にイタリアへと逃亡した。バチカン当局、特にアロイス・フーダル司教が通称「ラットライン」（ドイツ語版、英語版）と呼ばれる逃走路を用意して、彼の逃亡を助けた。フーダルの助けを借りてナンセン・パスポートを手に入れたシュタングルはシリアへと向かった。フーダル司教によるナチス残党の逃亡援助は1947年に新聞報道され、スキャンダルとなった。フーダルはその後、1951年に辞任し、1963年に死去するまでローマで暮らした。
シュタングルは1951年にブラジルに移る前までの3年間を彼の妻及び家族と共にシリアで過ごした。逃亡の間、彼は職を転々と変えていたが、友人の手を借りてサンパウロのフォルクスワーゲンの工場での仕事に就いた。そして、彼は未だにフランツ・シュタングルという本名を使い続けていた。

### 逮捕、裁判そして死
彼のナチス時代の仕事であった、男性・女性・子供の大量殺戮という役割をオーストリア当局は既に関知していた。しかし、当局は1961年になるまで彼に対する逮捕令状を出さなかった。ブラジルのオーストリア領事館には、彼が実名で記載した記録があるにもかかわらず、彼がナチハンターのサイモン・ヴィーゼンタールにより探し出されて逮捕されるまでに約6年の月日が費やされた。ブラジルで逮捕されたシュタングルは、1967年に西ドイツ政府に引き渡され、およそ90万人を殺害した容疑で裁判にかけられた。彼はこれらの殺害を認めたが、その折、こう語ったと言われる。「私の良心は明白である。私は単に自分の義務を果たしただけだった。」と。
1970年12月22日、シュタングルに有罪判決が下り、終身刑を宣告された。当時、既に死刑が廃止されていた西ドイツで終身刑は刑事罰としては最高刑である。
シュタングルは1971年6月28日、デュセルドルフ刑務所内にて心臓麻痺で死亡した。シュタングルは拘留中、イギリス人ジャーナリストのギッタ・セレニーのヒアリングに応じ、インタビュー記録『人間の暗闇』を残している。

### 注
1. ↑  ハルトハイム宮殿（ドイツ語版）内にあった精神病患者や身体障害者を殺害する為の施設
2. ↑  通常、所長と呼ばれているが、絶滅収容所トップの役職は正式には「司令官」である[2]。
3. ↑  芝『ホロコースト』p.180によれば、シュタングルの在任期間は3ヶ月である。
4. ↑  芝健介『ホロコースト』p.180では1971年5月に死亡。

## 関連書物
- ギッタ・セレニー『人間の暗闇―ナチ絶滅収容所長との対話』岩波書店、2005年、 ISBN 9784000242394